# Cremaster 3
Série Cremaster
Cremaster 2
(1999) Cremaster 4
(1994)
Pour plus de détails, voir Fiche technique et Distribution.
Cremaster 3 est le troisième épisode du cycle Cremaster de l'artiste américain Matthew Barney, sorti en 2002. Les principaux personnages en sont Hiram Abiff (architecte supposé du temple de Salomon, interprété par Richard Serra), un apprenti maçonnique (joué par Barney lui-même) et Gary Gilmore se ré-incarnant dans le corps d'une jeune fille émaciée.
L'action commence dans le Chrysler Building à New York, puis se déplace dans le Musée Solomon R. Guggenheim. S'y déroulent allégoriquement les rites initiatiques et l'intronisation dans les ordres maçonniques comportant un duel musical entre Agnostic Front et Murphy's Law. Aimee Mullins, mannequin et athlète paralympique que l'on avait vue précédemment dans la tour Chrysler à couper des pommes de terre avec sa chaussure, réapparaît en tant qu'adversaire de Barney dans un corps mi-femme mi-léopard.
Le film se conclut comme il a commencé, avec l'histoire de Fionn Mac Cumhaill, un vieux mythe celtique de l'île de Man rapporté par James Macpherson.

## Synopsis

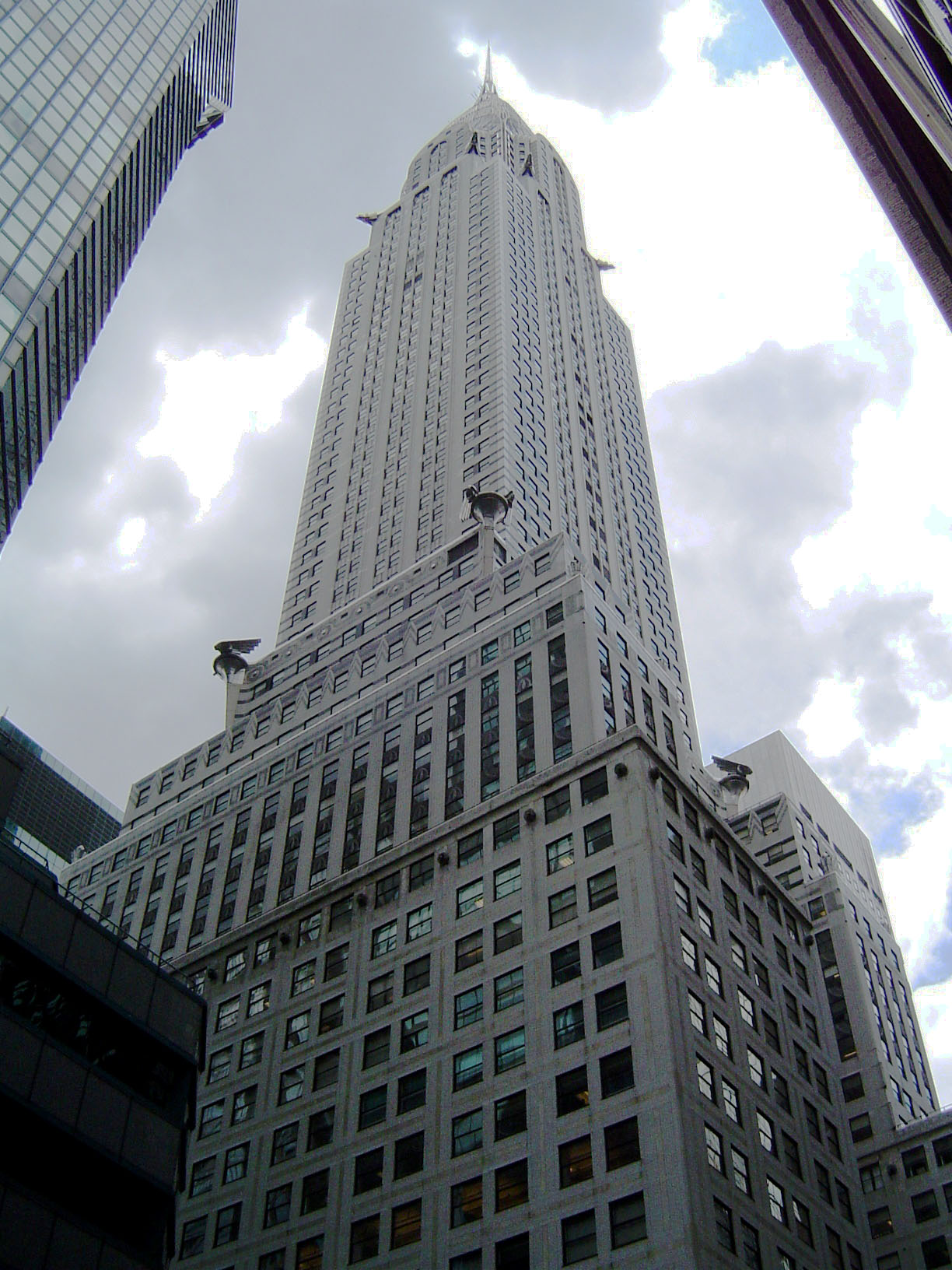
La tour Chrysler à New York.

Cremaster 3 a été le dernier film de la série à être tourné, en 2002. Il se déroule à New York et raconte l'histoire de la construction du Chrysler Building, qui est lui-même un personnage de la pièce qui abrite des forces antagonistes incarnées par le concepteur supposé du Temple de Salomon, Hiram Abif ou l'Architecte (Richard Serra), et l'Apprenti (Matthew Barney). La mort et la résurrection du premier se répètent lors du rite d'initiation maçonnique, par lequel l'apprenti accède au grade de maître.
Après un prologue présentant des personnages et des décors de la mythologie celtique, le récit commence dans les fondations de l'édifice. Là, un cadavre est déposé sur la banquette arrière d'une Chrysler New Yorker, qui est écrasée par cinq Chrysler Imperial dont les châssis ont été préalablement remplis de ciment par l'Apprenti, qui remplit également l'intérieur d'un ascenseur pour obtenir la parfaite pierre de taille.
La scène suivante se déroule dans le bar Cloud Club (lui-même situé dans le Chrysler Building) et consiste en une comédie burlesque entre le barman et l'apprenti. Dans une pièce adjacente, une femme (Aimee Mullins) épluche des pommes de terre avec des lames dans ses chaussures, et met les épluchures dans les fondations du bar. L'apprenti est ensuite arrêté par un groupe de tueurs à gages qui lui arrachent les dents, l'emmènent dans un cabinet dentaire et le soumettent à une opération impliquant la dépouille de la Chrysler New Yorker.

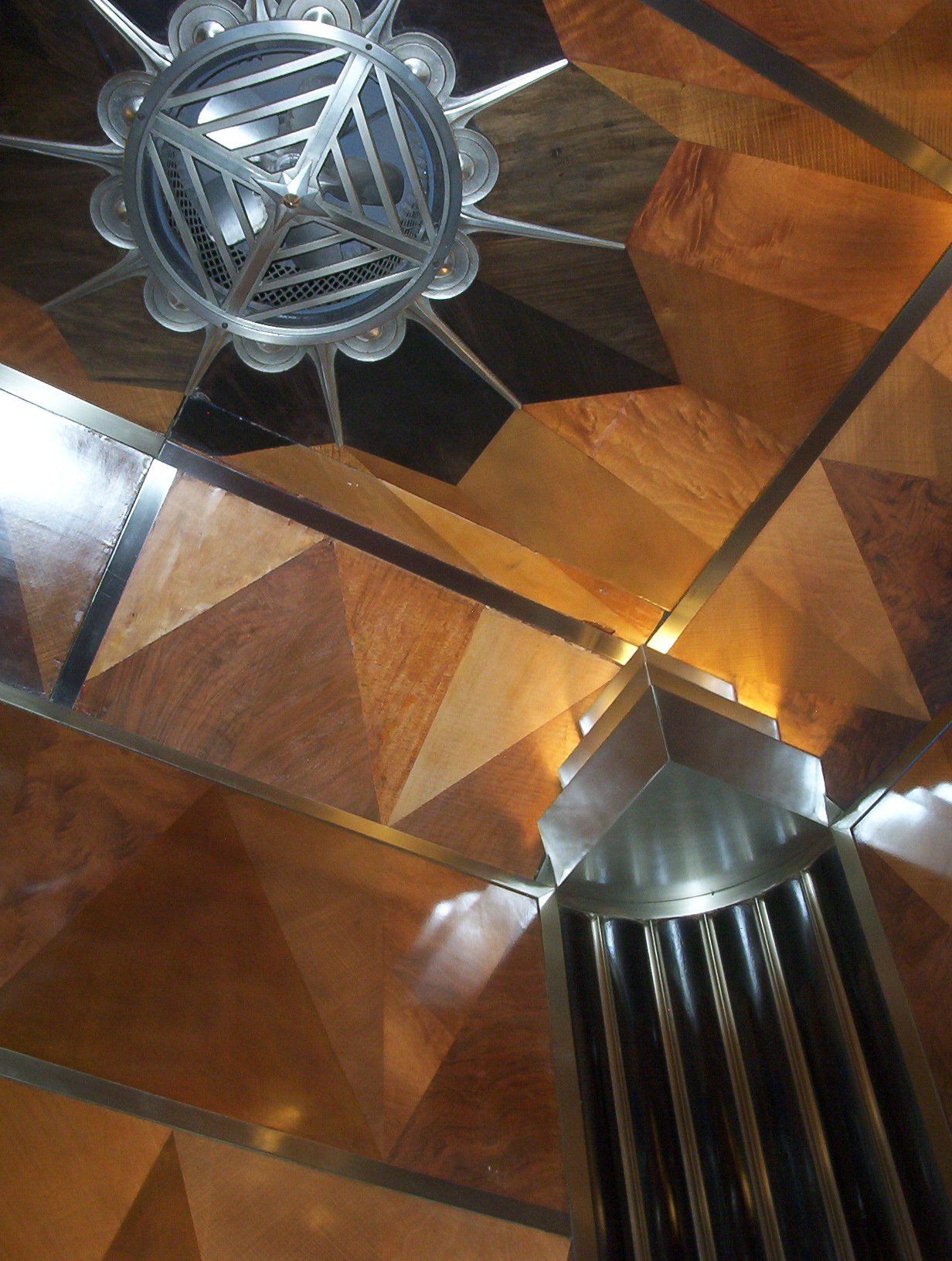
Détail de l'ascenseur de la tour Chrysler, avec le style qui sera utilisé dans l'esthétique de Cremaster 3.

Alors que l'architecte construit dans son bureau deux piliers qui rappellent les colonnes Jakin et Boaz du temple de Salomon, l'apprenti s'échappe et grimpe dans la tour. L'architecte se sert des colonnes comme d'une échelle et grimpe par un oculus dans le toit, ce qui le conduit à une apothéose dans laquelle il s'unit à son projet, transformant le bâtiment en un mât de cocagne.
La section suivante du film dépeint les rites d'initiation maçonnique à travers des allusions aux cinq parties du cycle, qui sont présentées comme des éléments d'un jeu appelé « l'ordre » mis en scène dans le musée Guggenheim, dans lequel l'apprenti doit gravir la rampe du musée tout en évitant des obstacles à différents stades.
La scène suivante se déroule dans le Chrysler Building, où l'Apprenti tue l'Architecte mais meurt lui-même dans l'opération.
Le film se termine en rappelant certains éléments du Cremaster 4, en racontant la légende de Fionn Mac Cumhaill, qui raconte la formation de la scène suivante du cycle. En effet, dans le mythe de la Chaussée des Géants, en chassant d'Irlande son ennemi le géant écossais Fingal, Fionn jette un énorme rocher qui tombe au milieu de la mer d'Irlande, formant l'île de Man.

## Fiche technique
- Titre original : Cremaster 3[2],[3]
- Réalisation et scénario : Matthew Barney
- Société de production : Glacier Field LLC
- Pays de production :  États-Unis
- Langues originales : anglais, irlandais, hébreu
- Genre : Expérimental et musical
- Format : couleurs - son Dolby Digital
- Durée : 182 minutes
- Date de sortie :
  - États-Unis : 15 mai 2002
  - France : 6 juillet 2005

## Distribution
- Richard Serra : Hiram Abiff
- Matthew Barney : L'Apprenti
- Aimee Mullins : Le noviciat / Oonagh MacCumhail
- Paul Brady : Maitre du Cloud Club
- Terry Gillespie : Barman du Cloud Club
- Mike Bocchetti : Grand Maître
- David Edward Campbell : Grand Maître
- James Pantoleon : Grand Maître
- Jim Tooey : Grand Maître
- Nesrin Karanouh : Gary Gilmore
- Peter Donald Badalamenti II : Fionn Mac Cumhaill
- The Mighty Biggs : Fingal
- Heather Coker : Danseuse
- James Drescher : Chanteur principal - Murphy's Law
- Todd Christian Hunter : Mason